# Saison 2022-2023 du Club africain
 (janvier 2023).
 (janvier 2023).
- Si vous ne connaissez pas le sujet, laissez ce bandeau (vous pouvez alors contacter les auteurs).
- Si vous supprimez le contenu mis en cause (vous pouvez préalablement contacter les auteurs),

argumentez précisément cette suppression dans la page de discussion
(un manque de référence n'est pas un argument ; une recherche réelle de référence doit avoir été effectuée, être formellement documentée).
Maillots
Dernière mise à jour : 2 juillet 2022.
Chronologie
Saison suivante
La saison 2022-2023 du Club africain est la 68e saison consécutive du club dans l'élite. Le club participe également à la coupe de Tunisie et à la coupe de la confédération 2022-2023.

## Préparation d'avant-saison
La reprise de l'entraînement au Parc A a lieu le 22 juillet 2022. Le nouvel entraîneur Bertrand Marchand est accompagné de son adjoint Saber Abdelaoui et du préparateur physique Jamel Nafeti.

## Transferts
En raison d'un dossier disciplinaire contre le Club africain concernant l'absence de paiement des salaires de deux joueurs camerounais Serge Nicolas Song et Didier Yimg, la FIFA sanctionne le club d'une interdiction de recruter durant trois mercatos successifs. Le club a la possibilité de faire lever cette interdiction s'il règle une dette de 272 000 euros à ses deux anciens joueurs. Le 20 juillet 2022, le président El Almi annonce son intention de ne pas payer cette dette.
Le 10 novembre 2022, à la suite de l'élimination en coupe de la confédération, le comité directeur présente sa démission et, selon un communiqué officiel, assume la responsabilité de cet échec sportif. Il s'engage à gérer les affaires courantes jusqu'à la désignation, par le comité des sages du club, d'un comité provisoire pour préparer les élections.
Le 5 janvier 2023, Rachid Zmerli annonce que l'interdiction de recrutement n'est pas levée pendant le mercato hivernal à cause de problèmes financiers.
Le 3 février 2023, le comité directeur du club refuse une offre de l'Ajman Club, d'une valeur de 150 000 dollars, pour embaucher le défenseur Nader Ghandri.
Le 16 février, l'assemblée générale élective est reportée à une date ultérieure en raison de l'absence de candidature pour la présidence du club. Le 27 février, le comité des sages du Club africain décide de prolonger le mandat du comité directeur présidé par Youssef El Almi jusqu'à la fin de la saison sportive 2022-2023.
Le 11 juin, le Club africain communique des informations afin d'éclaircir sa situation financière. Dans une déclaration publiée sur sa page officielle, Sami El Kadhi, membre du comité directeur, précise que l'équipe devra mobiliser la somme de 6,4 millions de dinars d'ici au 30 juin. Cette mesure est nécessaire pour lever la sanction d'interdiction de recrutement et permettre la participation du club aux compétitions africaines durant la saison prochaine. La dette mentionnée se compose de deux parties distinctes : 3,5 millions de dinars liés à des litiges portés devant la FIFA et 2,9 millions de dinars résultant de litiges locaux.

## Compétitions

### Championnat de Tunisie

#### Première phase
| 6e journée                   | Avenir sportif de Rejiche | 1 - 1   | Club africain      | Stade Ahmed-Khouaja, Rejiche                                         |                                                                      |
| 12 novembre 2022 14:30 GMT+1 | Wassim Sioud 78e          | (0 - 0) | Hamdi Labidi 90+4e | Spectateurs : 1 000 Diffuseur : InSports TV Arbitrage : Walid Jeridi | Spectateurs : 1 000 Diffuseur : InSports TV Arbitrage : Walid Jeridi |

| 7e journée                   | Club africain                        | 1 - 2   | Olympique de Béja                          | Stade olympique de Radès, Radès                                                                           | |
| 15 novembre 2022 14:30 GMT+1 | ( Hamza Agrebi) Wissem Ben Yahia 11e | (1 - 0) | Amine Haboubi 56e · Abderrahman Hanchi 74e | Spectateurs : 7 500 Diffuseur : InSports TV Arbitrage : Badis Ben Salah Arbitres assistants : Marwen Saad | Spectateurs : 7 500 Diffuseur : InSports TV Arbitrage : Badis Ben Salah Arbitres assistants : Marwen Saad |
| 15 novembre 2022 14:30 GMT+1 | Rapport                              |         |                                            | Spectateurs : 7 500 Diffuseur : InSports TV Arbitrage : Badis Ben Salah Arbitres assistants : Marwen Saad | Spectateurs : 7 500 Diffuseur : InSports TV Arbitrage : Badis Ben Salah Arbitres assistants : Marwen Saad |

| 1re journée (jouée en retard) | ES Métlaoui | 0 - 0   | Club africain | Stade municipal de Métlaoui, Métlaoui                                                                  | |
| 11 décembre 2022 14:00 GMT+1  |             | (0 - 0) |               | Spectateurs : 300 Diffuseur : InSports TV Arbitrage : Amir Loussif Arbitres assistants : Mohamed Bekir | Spectateurs : 300 Diffuseur : InSports TV Arbitrage : Amir Loussif Arbitres assistants : Mohamed Bekir |

| 2e journée (jouée en retard) | US Monastir                                           | 3 - 0   | Club africain | Stade Mustapha-Ben-Jannet, Monastir                                                                          | |
| 14 décembre 2022 14:30 GMT+1 | Haykeul Chikhaoui 3e 67e · Mohamed Amine Bouziane 55e | (1 - 0) |               | Spectateurs : 3 000 Diffuseur : InSports TV Arbitrage : Oussama Razgallah Arbitres assistants : Faouzi Jridi | Spectateurs : 3 000 Diffuseur : InSports TV Arbitrage : Oussama Razgallah Arbitres assistants : Faouzi Jridi |

| 3e journée (jouée en retard) | Club africain     | 1 - 0   | AS Soliman | Stade municipal de Hammam Lif, Hammam Lif                                     |                                                                               |
| 21 décembre 2022 14:00 GMT+1 | Nader Ghandri 49e | (0 - 0) |            | Spectateurs : Huis clos Diffuseur : InSports TV Arbitrage : Nasrallah Jaouadi | Spectateurs : Huis clos Diffuseur : InSports TV Arbitrage : Nasrallah Jaouadi |

| 4e journée (jouée en retard) | EO Sidi Bouzid | 0 - 1   | Club africain    | Stade municipal du 17-Décembre, Sidi Bouzid                                                                   | |
| 25 décembre 2022 14:10 GMT+1 |                | (0 - 1) | Nader Ghandri 6e | Spectateurs : 2 300 Diffuseur : InSports TV Arbitrage : Majdi Belhaj Ali Arbitres assistants : Yamen Malouchi | Spectateurs : 2 300 Diffuseur : InSports TV Arbitrage : Majdi Belhaj Ali Arbitres assistants : Yamen Malouchi |

| 5e journée (jouée en retard) | Club africain | 0 - 1   | US Ben Guerdane   | Stade olympique de Radès, Radès                                                                          | |
| 13 janvier 2023 16:00 GMT+1  |               | (0 - 0) | Rafik Kamergi 72e | Spectateurs : 6 500 Diffuseur : InSpots TV Arbitrage : Badis Ben Salah Arbitres assistants : Marwen Saad | Spectateurs : 6 500 Diffuseur : InSpots TV Arbitrage : Badis Ben Salah Arbitres assistants : Marwen Saad |

| 8e journée                  | Club africain                       | 2 - 0   | ES Métlaoui | Stade olympique de Radès, Radès                                                                         | |
| 19 janvier 2023 14:00 GMT+1 | Hamdi Labidi 10e · Larry Azouni 47e | (1 - 0) |             | Spectateurs : 2 500 Diffuseur : InSports TV Arbitrage : Sadok Selmi Arbitres assistants : Wael Hannachi | Spectateurs : 2 500 Diffuseur : InSports TV Arbitrage : Sadok Selmi Arbitres assistants : Wael Hannachi |

| 9e journée                  | Club africain    | 1 - 3   | US Monastir                                                                 | Stade olympique de Radès, Radès                                                                                        | |
| 22 janvier 2023 14:00 GMT+1 | Hamdi Labidi 44e | (1 - 3) | Youssouf Oumarou 11e · Nader Ghandri 38e (csc) · Mohamed Amine Bouziane 39e | Spectateurs : 10 000 Diffuseur : InSports TV, Al-Kass One Arbitrage : Walid Jeridi Arbitres assistants : Faouzi Jeridi | Spectateurs : 10 000 Diffuseur : InSports TV, Al-Kass One Arbitrage : Walid Jeridi Arbitres assistants : Faouzi Jeridi |
| 22 janvier 2023 14:00 GMT+1 | Rapport          |         |                                                                             | Spectateurs : 10 000 Diffuseur : InSports TV, Al-Kass One Arbitrage : Walid Jeridi Arbitres assistants : Faouzi Jeridi | Spectateurs : 10 000 Diffuseur : InSports TV, Al-Kass One Arbitrage : Walid Jeridi Arbitres assistants : Faouzi Jeridi |

| 10e journée                 | AS Soliman | 0 - 1   | Club africain          | Stade municipal de Soliman, Soliman         |                                             |
| 25 janvier 2023 14:00 GMT+1 |            | (0 - 1) | Chiheb Labidi (en) 25e | Spectateurs : 1 500 Diffuseur : InSports TV | Spectateurs : 1 500 Diffuseur : InSports TV |

| 11e journée                 | Club africain                                                     | 3 - 0   | EO Sidi Bouzid | Stade olympique de Radès, Radès                                                                               | |
| 30 janvier 2023 14:00 GMT+1 | Hamdi Labidi 05e · Zouhaier Dhaouadi 66e (pen.) · Adem Garreb 68e | (1 - 0) |                | Spectateurs : 3 500 Diffuseur : InSports TV Arbitrage : Ahmad Dhaouadi Arbitres assistants : Mohamed Mernissi | Spectateurs : 3 500 Diffuseur : InSports TV Arbitrage : Ahmad Dhaouadi Arbitres assistants : Mohamed Mernissi |

| 12e journée                | Union sportive de Ben Guerdane | 1 - 1 | Club africain        | Stade du 7-Mars, Ben Gardane                                       |                                                                    |
| 2 février 2023 14:00 GMT+1 | Rafik Kamerji 90+2e            | (0-1) | Mohamed Ali Omri 40e | Spectateurs : 600 Diffuseur : InSports TV Arbitrage : Amir Loussif | Spectateurs : 600 Diffuseur : InSports TV Arbitrage : Amir Loussif |

Lors de la treizième journée du championnat, le Club africain s'impose lors de sa rencontre avec l'Avenir sportif de Rejiche (score de 1-0), permettant au club de se qualifier pour la phase des play-off.
| 13e journée                | Club africain            | 1 - 0 | Avenir sportif de Rejiche | Stade olympique de Radès, Radès                                                                                       | |
| 5 février 2023 14:00 GMT+1 | Wassim Sioud 90+8e (csc) | (0-0) |                           | Spectateurs : 8 000 Diffuseur : Al-Kass Two, InSports TV Arbitrage : Mohamed Fanni Arbitres assistants : Walid Harrag | Spectateurs : 8 000 Diffuseur : Al-Kass Two, InSports TV Arbitrage : Mohamed Fanni Arbitres assistants : Walid Harrag |

À l’occasion de la dernière journée de la première phase du championnat, le Club africain affronte l'Olympique de Béja : le match se termine sur une victoire du premier (3-2).
| 14e journée                | Olympique de Béja                | 2 - 3   | Club africain                                                      | Stade Boujemaa-Kmiti, Béja                                                                                  | |
| 8 février 2023 14:00 GMT+1 | Oussama Bouguerra 47e 89e (pen.) | (0 - 1) | Adem Garreb 17e · Ahmed Khalil 90+1e · Skander Labidi 90+5e (pen.) | Spectateurs : 250 Diffuseur : InSports TV Arbitrage : Khaled Gouider Arbitres assistants : Yamen Malloulchi | Spectateurs : 250 Diffuseur : InSports TV Arbitrage : Khaled Gouider Arbitres assistants : Yamen Malloulchi |

#### Deuxième phase
Lors de la première journée des play-offs, le Club africain bat l'Olympique de Béja au stade olympique de Radès (1-0).
| 1re journée               | Club africain      | 1 - 0   | Olympique de Béja | Stade olympique de Radès, Radès | |
| 1er mars 2023 14:30 GMT+1 | Ahmed Khalil 45+1e | (1 - 0) |                   | Spectateurs : 18 000 Diffuseur : InSports TV Arbitrage : Ameur Chouchane Arbitres assistants : Ahmed Dhouioui Quatrième arbitre : Dorsaf Ganouati | Spectateurs : 18 000 Diffuseur : InSports TV Arbitrage : Ameur Chouchane Arbitres assistants : Ahmed Dhouioui Quatrième arbitre : Dorsaf Ganouati |

Lors de la deuxième journée des play-offs, le Club africain affronte le Club sportif sfaxien au stade Taïeb-Mehiri ; le match se termine sur un nul (0-0).
| 2e journée               | CS Sfax | 0 - 0   | Club africain | Stade Taïeb-Mehiri, Sfax                                                                                               | |
| 17 mars 2023 14:30 GMT+1 |         | (0 - 0) |               | Spectateurs : 8 000 Diffuseur : Al-Kass Four, Diwan Sport Arbitrage : Haythem Guirat Arbitre vidéo : Nasrallah Jaouadi | Spectateurs : 8 000 Diffuseur : Al-Kass Four, Diwan Sport Arbitrage : Haythem Guirat Arbitre vidéo : Nasrallah Jaouadi |

Lors de la troisième journée des play-offs, le Club africain bat l'Union sportive de Tataouine au stade olympique de Radès (4-1).
| 3e journée                | Club africain                                                                           | 4 - 1   | US Tataouine        | Stade olympique de Radès, Radès                                                                  |                                                                                                  |
| 15 avril 2023 13:30 GMT+1 | Nader Ghandri 02e · Chiheb Labidi 55e · Larry Azouni 60e · Zouhaier Dhaouadi 71e (pen.) | (1 - 0) | Saber Hammami 90+2e | Spectateurs : 5 000 Diffuseur : Diwan Sport Arbitrage : Amir Ayadi Arbitre vidéo : Karim khemiri | Spectateurs : 5 000 Diffuseur : Diwan Sport Arbitrage : Amir Ayadi Arbitre vidéo : Karim khemiri |

Lors de la quatrième journée des play-offs, le Club africain bat l'Union sportive monastirienne au stade Mustapha-Ben-Jannet (0-1).
| 4e journée                | US Monastir | 0 - 1   | Club africain        | Stade Mustapha-Ben-Jannet, Monastir                                                                                    | |
| 26 avril 2023 16:00 GMT+1 |             | (0 - 1) | Mohamed Ali Amri 23e | Spectateurs : 2 000 Diffuseur : Al-Kass Two, Diwan Sport Arbitrage : Abdelwahed Herweda Arbitre vidéo : Nidhal Letaief | Spectateurs : 2 000 Diffuseur : Al-Kass Two, Diwan Sport Arbitrage : Abdelwahed Herweda Arbitre vidéo : Nidhal Letaief |

Lors de la cinquième journée des play-offs, le Club africain est défait par l'Étoile sportive du Sahel au stade olympique de Radès (0-1).
| 5e journée                | Club africain | 0 - 1   | ES Sahel                | Stade olympique de Radès, Radès | |
| 30 avril 2023 17:00 GMT+1 |               | (0 - 1) | Oussama Abid 38e (pen.) | Spectateurs : 27 000 Diffuseur : Al-Kass Two, Diwan Sport Arbitrage : Amin Omar Arbitres assistants : Nader Ben Abdallah Arbitre vidéo : Walid Harrag | Spectateurs : 27 000 Diffuseur : Al-Kass Two, Diwan Sport Arbitrage : Amin Omar Arbitres assistants : Nader Ben Abdallah Arbitre vidéo : Walid Harrag |

Lors de la sixième journée des play-offs, le Club africain bat l'Espérance sportive de Tunis au stade olympique de Radès (1-0).
| 6e journée             | Club africain    | 1 - 0   | ES Tunis | Stade olympique de Radès, Radès | |
| 7 mai 2023 17:01 GMT+1 | Hamdi Labidi 81e | (0 - 0) |          | Spectateurs : 28 500 Diffuseur : Al-Kass One, Diwan Sport Arbitrage : Abdulaziz Muhammad Bouh Arbitres assistants : Hmadine Diba Arbitre vidéo : Mahmoud Achour | Spectateurs : 28 500 Diffuseur : Al-Kass One, Diwan Sport Arbitrage : Abdulaziz Muhammad Bouh Arbitres assistants : Hmadine Diba Arbitre vidéo : Mahmoud Achour |

Lors de la septième journée des play-offs, le Club africain affronte l'Union sportive de Ben Guerdane au stade du 7-Mars ; le match se termine sur un nul (1-1).
| 7e journée              | US Ben Guerdane   | 1 - 1 | Club africain    | Stade du 7-Mars, Ben Gardane                                                                                     | |
| 21 mai 2023 16:30 GMT+1 | Moez Hadj Ali 48e | (0-0) | Hamdi Labidi 67e | Spectateurs : 1 200 Diffuseur : Al-Kass Four, Diwan Sport Arbitrage : Lotfi Bekouassa Arbitre vidéo : Nabil Wael | Spectateurs : 1 200 Diffuseur : Al-Kass Four, Diwan Sport Arbitrage : Lotfi Bekouassa Arbitre vidéo : Nabil Wael |

Lors de la huitième journée des play-offs, le Club africain fait face à l'Olympique de Béja, dans un match a interrompu à la vingtième minute à la suite de la blessure de l'entraîneur clubiste, Saïd Saïbi, à la tête. À la suite de cette situation, la Ligue nationale de football professionnel prend la décision de déclarer le Club africain vainqueur sur tapis avec un score de 2-0.
| 8e journée              | Olympique de Béja | 0 - 2 | Club africain | Stade Boujemaa-Kmiti, Béja | |
| 31 mai 2023 16:30 GMT+1 |                   | (-)   |               | Spectateurs : 3 000 Diffuseur : Al-Kass One, Diwan Sport Arbitrage : Yosri Bouali Arbitres assistants : Khalil Hassani Arbitre vidéo : Fredj Abdellaoui | Spectateurs : 3 000 Diffuseur : Al-Kass One, Diwan Sport Arbitrage : Yosri Bouali Arbitres assistants : Khalil Hassani Arbitre vidéo : Fredj Abdellaoui |

Lors de la neuvième journée des play-offs, le Club africain affronte avec succès le Club sportif sfaxien au stade olympique de Radès (2-0).
| 9e journée              | Club africain                      | 2 - 0   | CS Sfax | Nasrallah Jaouadi | |
| 3 juin 2023 14:30 GMT+1 | Hamdi Labidi 26e · Rami Bedoui 47e | (1 - 0) |         | Spectateurs : 21 000 Diffuseur : Al-Kass Two, Diwan Sport Arbitrage : Lahlou Ben Brahem Arbitres assistants : Mohamed Sarraj Arbitre vidéo : Nasrallah Jaouadi | Spectateurs : 21 000 Diffuseur : Al-Kass Two, Diwan Sport Arbitrage : Lahlou Ben Brahem Arbitres assistants : Mohamed Sarraj Arbitre vidéo : Nasrallah Jaouadi |
| 3 juin 2023 14:30 GMT+1 | Taoufik Cherifi                    |         |         | Spectateurs : 21 000 Diffuseur : Al-Kass Two, Diwan Sport Arbitrage : Lahlou Ben Brahem Arbitres assistants : Mohamed Sarraj Arbitre vidéo : Nasrallah Jaouadi | Spectateurs : 21 000 Diffuseur : Al-Kass Two, Diwan Sport Arbitrage : Lahlou Ben Brahem Arbitres assistants : Mohamed Sarraj Arbitre vidéo : Nasrallah Jaouadi |

Lors de la dixième journée des play-offs, le Club africain affronte l'Union sportive de Tataouine au stade Néjib-Khattab ; le match se termine sur un nul (2-2).
| 10e journée             | US Tataouine                         | 2 - 2   | Club africain                              | Stade Néjib-Khattab, Tataouine                                                                                | |
| 6 juin 2023 16:30 GMT+1 | Makhmout Diallo 18e · Edimo King 90e | (1 - 0) | Zouhaier Dhaouadi 68e · Hamza Agrebi 90+2e | Spectateurs : 1 400 Diffuseur : Al-Kass Two, Diwan Sport Arbitrage : Sadok Selmi Arbitre vidéo : Walid Jeridi | Spectateurs : 1 400 Diffuseur : Al-Kass Two, Diwan Sport Arbitrage : Sadok Selmi Arbitre vidéo : Walid Jeridi |

Lors de la dixième journée des play-offs, le Club africain affronte l'Union sportive monastirienne au stade olympique de Radès ; le match se termine sur un nul (1-1).
| 11e journée              | Club africain    | 1 - 1   | Union sportive monastirienne | Stade olympique de Radès, Radès                                                                                               | |
| 10 juin 2023 16:34 GMT+1 | Hamdi Labidi 86e | (0 - 0) | Abdelkader Boutiche 70e      | Spectateurs : 22 000 Diffuseur : Al-Kass Four, Diwan Sport Arbitrage : Khaled Saleh Al-Turais Arbitre vidéo : Raed Al-Zahrani | Spectateurs : 22 000 Diffuseur : Al-Kass Four, Diwan Sport Arbitrage : Khaled Saleh Al-Turais Arbitre vidéo : Raed Al-Zahrani |

Lors de la douzième journée des play-offs, le Club africain est défait par l'Étoile sportive du Sahel au stade olympique de Sousse (0-2).
| 12e journée              | ES Sahel                                         | 2 - 0   | Club africain | Stade olympique de Sousse, Sousse | |
| 24 juin 2023 16:30 GMT+1 | Oussama Abid 45+7e (pen.) · Yassine Chamakhi 62e | (1 - 0) |               | Spectateurs : 30 000 Diffuseur : Al-Kass Two, Diwan Sport Arbitrage : Khaled Saleh Al-Turais Arbitres assistants : Hichem Refai Arbitre vidéo : Maijid Charmani | Spectateurs : 30 000 Diffuseur : Al-Kass Two, Diwan Sport Arbitrage : Khaled Saleh Al-Turais Arbitres assistants : Hichem Refai Arbitre vidéo : Maijid Charmani |

Lors de la treizième journée des play-offs, le Club africain affronte l'Espérance sportive de Tunis au stade olympique de Radès ; le match se termine sur un nul (0-0).
| 13e journée              | ES Tunis | 0 - 0   | Club africain | Stade olympique de Radès, Radès | |
| 27 juin 2023 16:30 GMT+1 |          | (0 - 0) |               | Spectateurs : 22 000 Diffuseur : Al-Kass One, Diwan Sport Arbitrage : Novak Simovic Arbitre vidéo : Matej Jug Arbitres assistants vidéo : Nejc Kajtazovic | Spectateurs : 22 000 Diffuseur : Al-Kass One, Diwan Sport Arbitrage : Novak Simovic Arbitre vidéo : Matej Jug Arbitres assistants vidéo : Nejc Kajtazovic |

À l'occasion de la dernière journée de la phase du championnat, le Club africain s'impose lors de sa rencontre avec l'Union sportive de Ben Guerdane au stade olympique de Radès (2-1), permettant au club de se qualifier pour la coupe de la confédération 2023-2024.
| Titulaires : |                     |  |
|              |                     |  |
| 23           | Mouez Hassen        |  |
| 06           | Rami Bedoui         |  |
| 32           | Toufik Cherifi      |  |
| 29           | Adem Taoues         |  |
| 16           | Chiheb Labidi       |  |
| 05           | Ahmed Khalil 82e    |  |
| 13           | Wissem Ben Yahia    |  |
| 08           | Zouhaier Dhaouadi   |  |
| 17           | Ghaith Zaalouni 36e |  |
| 31           | Youssef Snana       |  |
| 28           | Hamdi Labidi        |  |
|              |                     |  |
| Entraîneur : |                     |  |
| Saïd Saïbi   |                     |  |

| Titulaires : |                        |  |
|              |                        |  |
| 22           | Achref Abdellafou      |  |
| 95           | Jaouhar Ben Hassin 76e |  |
| 15           | Chaouki Ben Khader     |  |
| 36           | Mohamed Ali Jouini 84e |  |
| 32           | Mahmoud Messai         |  |
| 20           | Jassem Abcha 84e       |  |
| 77           | Mohammed Juma          |  |
| 23           | Youssef Mosraty        |  |
| 02           | Wadhah Zaidi 76e       |  |
| 09           | Fakhreddine Ouji 57e   |  |
| 10           | Rafik Kamergi          |  |
|              |                        |  |
| Entraîneur : |                        |  |
| -            |                        |  |

| Titulaires : |                     |  |
|              |                     |  |
| 23           | Mouez Hassen        |  |
| 06           | Rami Bedoui         |  |
| 32           | Toufik Cherifi      |  |
| 29           | Adem Taoues         |  |
| 16           | Chiheb Labidi       |  |
| 05           | Ahmed Khalil 82e    |  |
| 13           | Wissem Ben Yahia    |  |
| 08           | Zouhaier Dhaouadi   |  |
| 17           | Ghaith Zaalouni 36e |  |
| 31           | Youssef Snana       |  |
| 28           | Hamdi Labidi        |  |
|              |                     |  |
| Entraîneur : |                     |  |
| Saïd Saïbi   |                     |  |

| Titulaires : |                        |  |
|              |                        |  |
| 22           | Achref Abdellafou      |  |
| 95           | Jaouhar Ben Hassin 76e |  |
| 15           | Chaouki Ben Khader     |  |
| 36           | Mohamed Ali Jouini 84e |  |
| 32           | Mahmoud Messai         |  |
| 20           | Jassem Abcha 84e       |  |
| 77           | Mohammed Juma          |  |
| 23           | Youssef Mosraty        |  |
| 02           | Wadhah Zaidi 76e       |  |
| 09           | Fakhreddine Ouji 57e   |  |
| 10           | Rafik Kamergi          |  |
|              |                        |  |
| Entraîneur : |                        |  |
| -            |                        |  |

### Coupe de Tunisie
Lors des seizièmes de finale de la coupe de Tunisie, le Club africain reçoit El Makarem de Mahdia le 16 février au stade olympique de Radès ; le match se termine sur une victoire du Club africain (3-0).
| 1/16e de finale             | Club africain                                  | 3 - 0   | El Makarem de Mahdia | Stade olympique de Radès, Tunis                                                                         | |
| 16 février 2023 13:30 GMT+1 | Hamdi Labidi 05e 90+3e · Mahdi Ouedherfi 90+1e | (1 - 0) |                      | Spectateurs : 3 000 Diffuseur : InSports TV Arbitrage : Khalil Jary Arbitres assistants : Ramzi Mahjoub | Spectateurs : 3 000 Diffuseur : InSports TV Arbitrage : Khalil Jary Arbitres assistants : Ramzi Mahjoub |

Lors des huitièmes de finale de la coupe de Tunisie, le Club africain doit recevoir le Croissant sportif de M'saken le 19 février au stade olympique de Radès.
| Huitièmes de finale         | Club africain                                                                                           | 4 - 0   | Croissant sportif de M'saken | Stade olympique de Radès, Tunis                                                                           | |
| 19 février 2023 13:30 GMT+1 | ( Larry Azouni) Zouhaier Dhaouadi 24e · Mohamed Ali Amri 45+2e · Mahdi Ouedherfi 48e · Hamdi Labidi 82e | (2 - 0) |                              | Spectateurs : 4 500 Diffuseur : InSports TV Arbitrage : Aymen Nasri Arbitres assistants : Chiheb Trabelsi | Spectateurs : 4 500 Diffuseur : InSports TV Arbitrage : Aymen Nasri Arbitres assistants : Chiheb Trabelsi |
| 19 février 2023 13:30 GMT+1 | Adem Taous                                                                                              |         |                              | Spectateurs : 4 500 Diffuseur : InSports TV Arbitrage : Aymen Nasri Arbitres assistants : Chiheb Trabelsi | Spectateurs : 4 500 Diffuseur : InSports TV Arbitrage : Aymen Nasri Arbitres assistants : Chiheb Trabelsi |

Lors des quarts de finale de la coupe de Tunisie, le Club africain reçoit le Stade africain de Menzel Bourguiba le 26 février à Menzel Bourguiba ; le match se termine sur une victoire du Club africain (1-0).
| Quart de finale             | SA Menzel Bourguiba | 0 - 1   | Club africain    | Annexe synthétique du stade Azaiez-Jaballah, Menzel Bourguiba                                                | |
| 26 février 2023 13:30 GMT+1 |                     | (0 - 0) | Hamdi Labidi 53e | Spectateurs : 100 Diffuseur : InSports TV Arbitrage : Oussama Ben Ishak Arbitres assistants : Wael Mahouachi | Spectateurs : 100 Diffuseur : InSports TV Arbitrage : Oussama Ben Ishak Arbitres assistants : Wael Mahouachi |

L'Olympique de Béja se qualifie pour la finale de la coupe de Tunisie, le 12 avril, après avoir battu aux tirs au but (4-2) le Club africain, à la suite d'un match qui s'est soldé sur un nul (0-0).
| Demi-finale               | Club africain                                                                 | 0 - 0             | Olympique de Béja                                                             | Stade olympique de Radès, Tunis | |
| 12 avril 2023 13:30 GMT+1 |                                                                               | (0 - 0, 0 - 0)    |                                                                               | Spectateurs : 6 700 Diffuseur : Al-Kass One, Diwan Sport Arbitrage : Amin Omar Arbitres assistants : Wahid Youssef Arbitre vidéo : Haythem Guirat | Spectateurs : 6 700 Diffuseur : Al-Kass One, Diwan Sport Arbitrage : Amin Omar Arbitres assistants : Wahid Youssef Arbitre vidéo : Haythem Guirat |
| 12 avril 2023 13:30 GMT+1 | Zouhaier Dhaouadi · Nader Ghandri · Amadou Sabo · Adem Garreb · Saber Khalifa | Tirs au but 2 - 3 | Oussama Bouguerra · Mehrez Ben Rajeh · Mohamed Wael Derbali · Klousseh Agbozo | Spectateurs : 6 700 Diffuseur : Al-Kass One, Diwan Sport Arbitrage : Amin Omar Arbitres assistants : Wahid Youssef Arbitre vidéo : Haythem Guirat | Spectateurs : 6 700 Diffuseur : Al-Kass One, Diwan Sport Arbitrage : Amin Omar Arbitres assistants : Wahid Youssef Arbitre vidéo : Haythem Guirat |

### Coupe de la confédération
Le Club africain participe à la saison 2022-2023 de la coupe de la confédération. Il se qualifie en terminant à la 4e place du championnat tunisien 2021-2022.
Le club est directement qualifié pour le deuxième tour des qualifications. Le tirage au sort désigne les Tanzaniens du Kipanga FC (en) comme premiers adversaires.
| 1er tour aller             | Kipanga F.C. (en) | 0 - 0   | Club africain | Amaan Stadium, Zanzibar                          |                                                  |
| 8 octobre 2022 14:15 GMT+1 |                   | (0 - 0) |               | Spectateurs : 2 000 Diffuseur : Azam Sports 3 HD | Spectateurs : 2 000 Diffuseur : Azam Sports 3 HD |

| 1er tour retour             | Club africain | 7 - 0   | Kipanga F.C. (en) | Stade olympique de Radès, Tunis                                                         |                                                                                         |
| 16 octobre 2022 16:00 GMT+1 | Zouhaier Dhaouadi 02e · Mohamed Ali Omri 15e · Hamdi Labidi 54e · Chiheb Labidi (en) 64e · Ahmed Khalil 74e 84e · Nader Ghandri 80e (pen.) | (2 - 0) |                   | Spectateurs : 11 000 Diffuseur : Télévision tunisienne 1 Arbitrage : Abdelwahed Herweda | Spectateurs : 11 000 Diffuseur : Télévision tunisienne 1 Arbitrage : Abdelwahed Herweda |

Le Club africain se qualifie pour les barrages en battant le Kipanga FC sur l'ensemble des deux matchs. Après un match nul 0-0 à Zanzibar, Les Tunisiens s'imposent très largement au match retour sur le score de 7 à 0.
Pour le tour de barrages de la compétition, le tirage au sort désigne les Tanzaniens de Young Africans.
| Play-off aller              | Young Africans | 0 - 0   | Club africain | Stade Benjamin Mkapa, Dar es Salam                                                  |                                                                                     |
| 2 novembre 2022 14:00 GMT+1 |                | (0 - 0) |               | Spectateurs : 10 000 Diffuseur : Azam Sports 1 HD Arbitrage : Celso Armindo Alvação | Spectateurs : 10 000 Diffuseur : Azam Sports 1 HD Arbitrage : Celso Armindo Alvação |

| Play-off retour             | Club africain | 0 - 1   | Young Africans       | Stade olympique de Radès, Tunis                                                                |                                                                                                |
| 9 novembre 2022 18:00 GMT+1 |               | (0 - 0) | Stéphane Aziz Ki 79e | Spectateurs : 20 000 Diffuseur : Télévision tunisienne 2, Azam Sports 1 HD Arbitrage : Issa Sy | Spectateurs : 20 000 Diffuseur : Télévision tunisienne 2, Azam Sports 1 HD Arbitrage : Issa Sy |

## Statistiques collectives
Bilan sportif de l'équipe première du Club africain
| Compétition               | Débute au tour  | Termine     | Matches joués | Gagnés | Nuls | Perdus | Buts pour | Buts contre | Différence |
| ------------------------- | --------------- | ----------- | ------------- | ------ | ---- | ------ | --------- | ----------- | ---------- |
| L1                        | -               | 3e          | 28            | 14     | 8    | 6      | 33        | 22          | +11        |
| Coupe de Tunisie          | 1/16e de finale | Demi-finale | 4             | 3      | 1    | 0      | 8         | 0           | +8         |
| Coupe de la confédération | 1er tour        | Barrage     | 4             | 1      | 2    | 1      | 7         | 1           | +6         |
| Total                     | Total           | Total       | 36            | 18     | 11   | 7      | 48        | 23          | +25        |

## Statistiques individuelles
| Rang  | Nom                | Ligue 1 | Coupe de Tunisie | Coupe de la confédération | Total |
| ----- | ------------------ | ------- | ---------------- | ------------------------- | ----- |
| 1     | Hamdi Labidi       | 8       | 4                | 1                         | 13    |
| 2     | Zouhaier Dhaouadi  | 3       | 1                | 1                         | 5     |
| 3     | Mohamed Ali Amri   | 3       | 1                | 0                         | 4     |
| 3     | Ahmed Khalil       | 2       | 0                | 2                         | 4     |
| 5     | Nader Ghandri      | 2       | 0                | 1                         | 3     |
| 5     | Adem Garreb        | 3       | 0                | 0                         | 3     |
| 5     | Larry Azouni       | 2       | 0                | 0                         | 3     |
| 5     | Chiheb Labidi (en) | 2       | 0                | 1                         | 3     |
| 5     | Mahdi Ouedherfi    | 1       | 2                | 0                         | 3     |
| 10    | Mohamed Ali Omri   | 1       | 0                | 1                         | 2     |
| 11    | Wissem Ben Yahia   | 1       | 0                | 0                         | 1     |
| 11    | Skander Labidi     | 1       | 0                | 0                         | 1     |
| 11    | Hamza Agrebi       | 1       | 0                | 0                         | 1     |
| 11    | Rami Bedoui        | 1       | 0                | 0                         | 1     |
| Total | Total              | 33      | 8                | 7                         | 48    |